# Janfida
Janfida är en ort i Armenien.   Den ligger i provinsen Armavir, i den västra delen av landet, 40 kilometer väster om huvudstaden Jerevan. Janfida ligger 867 meter över havet och antalet invånare är 2 986.
Terrängen runt Janfida är platt, och sluttar österut. Närmaste större samhälle är Armavir, 12,3 kilometer norr om Janfida.
Trakten runt Janfida består till största delen av jordbruksmark. Runt Janfida är det ganska glesbefolkat, med 43 invånare per kvadratkilometer.